# Pere de Vaux-de-Cernay

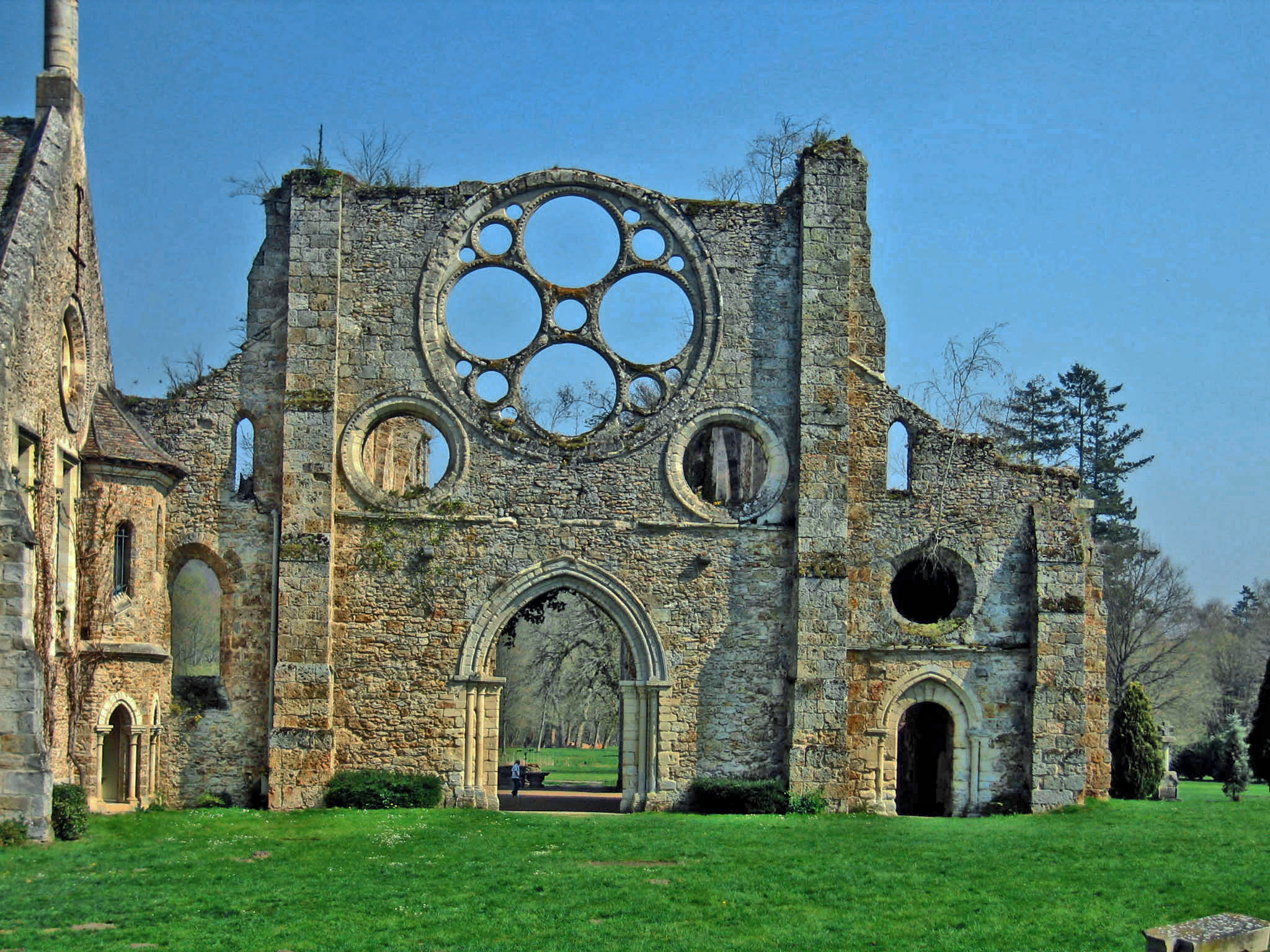
Fotografia de l'abadia de Vaux-de-Cernay.

Pere de Vaux-de-Cernay (floruit, 1215) fou un monjo Cistercenc de l'abadia de Vaux-de-Cernay (a Cernay-la-Ville del departament de les Yvelines) i cronista de la croada albigesa. La seva Hystoria Albigensis és una de les fonts primàries per als fets de la Croada.
La crònica es creu escrita entre 1212 i 1218, i tracta dels fets dels que va ser testimoni i ocorreguts entre 1203 i 1208, amb alguns posteriors. El seu oncle Guy de Vaux de Cernay, qui predicava contra el catarisme gràcies a Simó de Montfort fins a ser nomenat bisbe de Carcassona del 1212.
Pere havia seguit la Quarta Croada amb Guy fins a Zadar a Dalmàcia, i es van unir a Simó probablement el 1210.
Pere va conèixer Simó personalment. Els seus escrits es consideren parcials de la banda catòlica però més objectius que els d'altres caçadors d'heretges i parlava acuradament sobre la teologia càtara. El fet que el relat de la crònica s'aturi el 1218 fa pensar en la mort de l'autor.

## Refeències
1. 1 2  (francès) http://www.midi-france.info/121205_historiaalbigensis.htm
2. ↑  (anglès) http://www.cosmovisions.com/PierreVauxCernay.htm
3. ↑  (anglès) André Vauchez, Richard Barrie Dobson, Michael Lapidge, Encyclopedia of the Middle Ages (2001), pp. 1123-4.
4. ↑  (anglès) Edward Peters, Heresy and Authority in Medieval Europe: Documents in Translation (1980), p. 123.
5. ↑  (anglès) Steven Runciman, The Medieval Manichee (1947)